# Signe–3
Signe–3 francia asztrofizikai műhold, melynek feladata a röntgen- és gammasugárzás, valamint a Nap ultraibolya sugárzásának vizsgálata volt. 1977-ben indították a szovjet–francia űrkutatási együttműködés keretében.

## Küldetés
Fő cél volt, a világűr vizsgálata ultraibolya (181-195 és 205-226 nm) tartományban, gamma-spektrométer közreműködésével. A Kapusztyin Jar rakétakísérleti lőtérről ez volt az első alkalom, hogy kapitalista állam műholdat indíthatott. 20 francia tudós és mérnök dolgozott a programon.

## Jellemzői
Gyártotta a Société Nationale Industrielle Aérospatiale, üzemeltette a Francia Űrügynökség (CNES). Együttműködő partner az orosz Tudományos Akadémia Űrkutatási Intézete (IKI) (oroszul:  Институт космических исследований ( ИКИ ) Академии наук ( АН ) СССР).
Megnevezései: Signe–3; Sznyeg–3; Solar Interplanetary Gamma Neutron Experiment (Signe–3); D-2B Gamma; COSPAR: 1977-049A; Kódszáma: 10064.
1977. június 17-én a Kapusztyin Jar rakétakísérleti lőtérről egy Koszmosz–3M (11K65M), az LC–107/1. (LC–Launch Complex) jelű indítóállványról juttatta alacsony Föld körüli pályára. Keringési ideje 94,33 perce, a pályasíkja inklinációja 50,67°-o. Az enyhén elliptikus pálya magassága perigeumben 459 km, az apogeumban 519 km volt.
A Nap irányába forgás-stabilizált műhold. Henger alakú, átmérője 70 cm, magassága 81 cm. Tömege 102 kg. Felületére négy, csuklósan rögzített napelem volt építve, fesztávolságuk 2,6 m, melyek 50 W teljesítményt szolgáltattak. Földárnyékban az energiaellátását ezüst-cink akkumulátorok biztosították. 1978-tól a mért adatokat rögzítő mágnesszalagos adattároló nem működött. Tervezett szolgálati ideje 18 hónap volt. Telemetria rendszerrel rendelkezett az adatok Földre történő továbbításához.
1979. június 6-án 733 nap (2,01 év) után belépett a légkörbe és megsemmisült.

## Külső hivatkozások
- Signe–3. lib.cas.cz. [2013. október 13-i dátummal az eredetiből archiválva]. (Hozzáférés: 2014. február 9.)
- Signe–3. astronautix.com. (Hozzáférés: 2014. február 9.)